# Richmond Football Club
Pour les autres significations, voir Richmond Football Club (football australien).
Maillots
Actualités
Dernière mise à jour : 28 avril 2017.
 Richmond Football Club  est un club de rugby à XV anglais basé à Richmond dans le Surrey qui évolue actuellement en RFU Championship qui correspond au deuxième échelon de la pyramide des compétitions de rugby en Angleterre. Fondé en 1861, il est l'un des plus anciens clubs de rugby à XV d'Angleterre et ses confrontations bisannuelles avec le club de Blackheath RC constitue le plus ancien affrontement régulier entre deux clubs dans l'histoire du rugby.

## Histoire
Richmond Football Club est l’un des plus anciens clubs du Royaume-Uni et du monde. Son premier match est une rencontre de football contre Barnes en novembre 1862. Il joue son premier match de rugby contre Blackheath, dans ce qui devient des duels bisannuels qui marquent l’histoire du rugby, car ils constituent sans doute le plus ancien affrontement régulier entre deux clubs. Le club participe le 26 janvier 1871 à la fondation de la Rugby Football Union et élabore avec 19 autres clubs un « code de pratique » commun, c’est-à-dire des règles unifiées pour le rugby. Richmond est l’un des sept clubs à avoir survécu.
Richmond organise le premier match en nocturne et 1878 et a l’honneur d’être l'une des premières équipes de club à affronter l’équipe de Nouvelle-Zélande à l’occasion de sa première tournée dans l’hémisphère nord en 1905. Le club anglais perd la rencontre, concèdant cinq essais pour un score final de 17–0.
Richmond s’est toujours maintenu parmi les meilleurs clubs d’Angleterre. Il est même le premier à devenir professionnel en 1996 lorsqu'un millionnaire, Ashley Levett, l'achète alors qu'il évolue en troisième division et y attire de grands joueurs comme Ben Clarke, Brian Moore, respectivement talonneur et troisième ligne de l'Angleterre et des Lions, ou le numéro 8 du pays de Galles Scott Quinnell. Richmond est champion de deuxième division en 1997 puis se classe cinquième et neuvième en première division. Le club anglais participe au Challenge européen lors de la saison 1997-1998 mais ne se qualifie pas pour les quarts de finale car il termine second de sa poule derrière l'US Colomiers. En 1999, le club quitte l'élite en raison de sa mise en redressement judiciaire après que Levett a décidé de se retirer. Ses actifs professionnels sont fusionnés avec ceux des London Irish et en 2000, Richmond redevient amateur au plus bas de la pyramide du championnat, en neuvième division.
De 2000 à 2004, Richmond gagne quatre titres consécutifs et enchaine 79 victoires. Ils ont alors atteint le cinquième niveau du championnat anglais, le plus haut niveau régional, dans le championnat London Division 1. Ils y connaissent leur première défaite, fin 2004, restant sur un record de 83 succès consécutifs. Après avoir passé plusieurs saisons dans ce championnat, ils sont promus à la suite de l'exercice 2007-2008. En 2008-2009, ils évoluent au quatrième niveau, en National League 2 et terminent quatrièmes. En 2011, le club remonte en National League 1, puis en 2016 en deuxième division.

## Palmarès

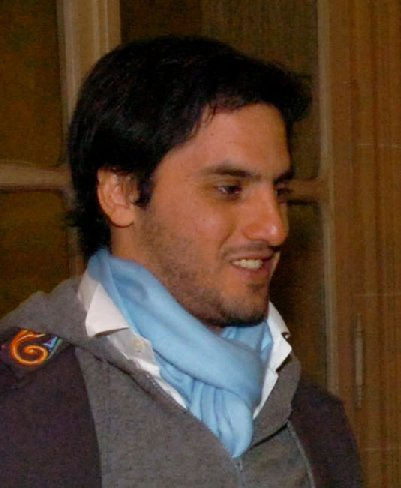
Agustín Pichot joue deux saisons avec le club de Richmond en première division.

- Vainqueur du Championnat d'Angleterre de D2 en 1997

## Joueurs célèbres
- Ben Clarke
- Robbie Hutton (1997-1999)
- Dan Luger
- Brian Moore
- Richard Parker
- Chris Ralston
- Alan Rotherham
- Andrew Sheridan (1998-1999)
- Allan Bateman
- Norman Biggs
- Arthur Gould
- Bob Gould
- Craig Quinnell
- Scott Quinnell
- Barry Williams
- Tom Crean
- Rolando Martín (1997-1998)
- Agustín Pichot (1997-1999)
- Bobby Skinstad (2005-2006)
- John Welch